# Irsko Kraljevstvo
Irsko Kraljevstvo (galski: Rioghacht Éireann) ime je koje je Irska dobila 1541., Aktom irske krune u Irskome parlamentu. Novi monarh zamijenio je Lordstvo Irske, koje je nastalo 1171. Kralj Henrik VIII. Engleski tako je postao prvi irski kralj. Odvojeno kraljevstvo Velike Britanije i Irske trajalo je sve do ujedinjenja Irske i Velike Britanije u državnu tvorevinu zvanu Ujedinjeno Kraljevstvo Velike Britanije i Irske.

## Razlog stvaranja
Papina bula Laudabiliter pape Hadrijana IV., rođenoga u Hertsfordshiru, Engleska, proglašena je 1155. Dopustila je Anžuvincu Henriku II. Engleskom da nosi titulu Dominus Hibernae. Bula Laudabiliter dopustila je kralju da izvrši invaziju na Irsku, s ciljem da Irsku dovede u europsku sferu. Zauzvrat Henrik II. sakupljao je porez koji je odlazio papi. Nasljednik pape Hadrijana, Aleksandar III. nastavio je činiti isto. 
Kada je papa Klement VII. izopćio kralja Engleske, Henrika VIII. 1553., ustavni položaj Irske postao je nesiguran. Henrik više ne priznaje papu kao vrhovnoga crkvenog poglavara, pa sebe proglašava crkvenim poglavarom u Engleskoj. Pravi cilj Henrikova čina proglašavanja sebe vrhovnim crkvenim poglavarom bio je taj što mu papa nije dopuštao rastavu od kraljice Katarine. Kralj Henrik nije priznavao katoličku crkvenu vlast u Irskoj. Isti je kraljem Irske proglašen Aktom irske krune 1542.
Novostvorenu kraljevinu nisu priznavali katolički monarsi Europe. Nakon smrti Edvarda VI. Engleskog (Henrikov sin), papina bula iz 1555. za irsku kraljicu postavila je katolkinju Mariju I. Povezanost irske krune i engleske krune sastavljena je u kanonskome pravu.
Prema tome, vladar Irske bio je engleski kralj, što je zapravo značilo da je Irska bila u personalnoj uniji s Engleskom. 1603. kralj Škotske, postao je Jakov VI., koji je kasnije ujedinio dvije kraljevine - Englesku i Škotsku. 1707. Parlament Engleske i Škotske postao je jedan parlament zvan Westminster u Londonu. 
Irski i Britanski parlament spojeni su ujedinjenjem Irske i Velike Britanije 1801.

## Potkralj
Vladar Irskoga Kraljevstva nosio je naslov Lord zamjenik ili potkralj.
U odsudstvu lorda zamjenika vlast su uzimali ostali lordovi Irske.
Većina lordova zamjenika bili su Englezi, no i neki Irci su obnašali tu funkciju. Potkralj je vladao irskom administracijom kao monarh Irske sve do 18. stoljeća kada stvarnu vlast uzima Glavno tajništvo Irske. 
Zakone je u Irskoj donosio dvodomni Irski parlament. Irski parlament je bio ograničen raznim zakonima, posebno od godine 1492.